# Дакар
Дакар (фр. Dakar) је главни град Сенегала смештен на обали Атлантског океана и једна од главних морских лука на западноафричкој обали. Налази се на пола пута између ушћа река Гамбије и Сенегала, на југоисточној страни Зеленог рта, најзападније тачке Африке. Дакарска лука је једна од најбољих у Западној Африци, добро заштићена кречњачким литицама рта и системом лукобрана. Име града долази од речи dakhar што је на језику народа Волоф назив за дрво тамаринд, као и име обалског насеља племена Лебу које се налазило јужно од места гдје је данас први док у луци. Према Националној статистичкој агенцији Сенегала, Дакар је 2005. године у ужем центру града имао 1.030.594 становника, а метрополитански град с предграђима 2.452.656. становника.
Дакар је административни центар Сенегала, седиште Сенегалске националне скупштине и председника републике. Град је и главни финанцијски центар западне Африке, седиште десетак националних и регионалних банака, укључујући и банку BCEAO (Banque Centrale des États de l'Afrique de l'Ouest) која управља јединственом западноафричком CFA валутом, те седиште бројних међународних организација и истраживалачких центара, као и невладиних организација. У Дакру од 1920. живи велика либанска заједница која се углавном бави увозно-извозним пословима. У граду живи и доста Мароканаца који се углавном баве подузетништвом. У граду живе и бројне друге заједнице, претежно састављене од радника из Мауританије, Гвинеје и Зеленортске Републике. У граду је и 20.000 француских исељеника.
Бивша колонијална метропола Француска и даље је снажно присутна у граду јер има базу ратног ваздухопловства у предграђу Јоф, а и француска ратна флота користи луку Дакар као своју сервисну луку. Од 1950. у граду делује Институт за високо школство (Institut des Hautes Études или IHE) који је 1957. прерастао у Универзитет у Дакру (Université de Dakar).

## Географија
Дакар лежи углавном на југоисточним обалама Зеленог рта, боље речено његов је историјски центар јер се данас град са својим предграђима и сателитским насељима раширио по читавом полуострву.

### Клима
Дакар има врућу полупустињску климу по Кепеновој класификацији климе, с кратком сезоном киша и дугим сушним раздобљем. Сезона киша траје од јула до октобра, а осталих осам месеци влада суша. У граду падне просечно 540 mm кише током целе године. Између децембра и априла је угодно топло, ноћи су угодне, али од маја до новембра постаје неугодно вруће с температурама које у изнад 30 , иако не толико колико у Сахари.
| Клима Дакара (1991–2020)      | Клима Дакара (1991–2020) | Клима Дакара (1991–2020) | Клима Дакара (1991–2020) | Клима Дакара (1991–2020) | Клима Дакара (1991–2020) | Клима Дакара (1991–2020) | Клима Дакара (1991–2020) | Клима Дакара (1991–2020) | Клима Дакара (1991–2020) | Клима Дакара (1991–2020) | Клима Дакара (1991–2020) | Клима Дакара (1991–2020) | Клима Дакара (1991–2020) |
| Показатељ \ Месец             | .Јан.                    | .Феб.                    | .Мар.                    | .Апр.                    | .Мај.                    | .Јун.                    | .Јул.                    | .Авг.                    | .Сеп.                    | .Окт.                    | .Нов.                    | .Дец.                    | .Год.                    |
| ----------------------------- | ------------------------ | ------------------------ | ------------------------ | ------------------------ | ------------------------ | ------------------------ | ------------------------ | ------------------------ | ------------------------ | ------------------------ | ------------------------ | ------------------------ | ------------------------ |
| Максимум, °C (°F)             | 25,9 (78,6)              | 25,2 (77,4)              | 25,2 (77,4)              | 25 (77)                  | 26,2 (79,2)              | 28,7 (83,7)              | 30,1 (86,2)              | 30,5 (86,9)              | 30,9 (87,6)              | 31,3 (88,3)              | 30,1 (86,2)              | 27,9 (82,2)              | 28,08 (82,56)            |
| Минимум, °C (°F)              | 18,6 (65,5)              | 18 (64)                  | 18,4 (65,1)              | 19,1 (66,4)              | 20,7 (69,3)              | 23,6 (74,5)              | 25,2 (77,4)              | 25,4 (77,7)              | 25,2 (77,4)              | 25,5 (77,9)              | 23,5 (74,3)              | 21 (70)                  | 22,02 (71,63)            |
| Апсолутни минимум, °C (°F)    | 14,0 (57,2)              | 14,4 (57,9)              | 15,0 (59)                | 15,3 (59,5)              | 17,0 (62,6)              | 19,3 (66,7)              | 21,4 (70,5)              | 20,0 (68)                | 20,2 (68,4)              | 18,8 (65,8)              | 17,0 (62,6)              | 14,8 (58,6)              | 14 (57,2)                |
| Количина падавина, mm (in)    | 1,2 (0,047)              | 0,4 (0,016)              | 0,1 (0,004)              | 0,0 (0)                  | 0,0 (0)                  | 7 (0,28)                 | 52,8 (2,079)             | 165,6 (6,52)             | 138,4 (5,449)            | 26,3 (1,035)             | 0,3 (0,012)              | 0,4 (0,016)              | 392,5 (15,458)           |
| Дани са падавинама (≥ 1.0 mm) | 0,1                      | 0,2                      | 0,1                      | 0                        | 0                        | 0,6                      | 4,2                      | 9,8                      | 9,2                      | 2,4                      | 0,1                      | 0,1                      | 26,8                     |
| Извор: NOAA NCEI              |                          |                          |                          |                          |                          |                          |                          |                          |                          |                          |                          |                          |                          |

| Клима Међународног аеродрома Дакар, Сенегал (1961–1990) | Клима Међународног аеродрома Дакар, Сенегал (1961–1990) | Клима Међународног аеродрома Дакар, Сенегал (1961–1990) | Клима Међународног аеродрома Дакар, Сенегал (1961–1990) | Клима Међународног аеродрома Дакар, Сенегал (1961–1990) | Клима Међународног аеродрома Дакар, Сенегал (1961–1990) | Клима Међународног аеродрома Дакар, Сенегал (1961–1990) | Клима Међународног аеродрома Дакар, Сенегал (1961–1990) | Клима Међународног аеродрома Дакар, Сенегал (1961–1990) | Клима Међународног аеродрома Дакар, Сенегал (1961–1990) | Клима Међународног аеродрома Дакар, Сенегал (1961–1990) | Клима Међународног аеродрома Дакар, Сенегал (1961–1990) | Клима Међународног аеродрома Дакар, Сенегал (1961–1990) | Клима Међународног аеродрома Дакар, Сенегал (1961–1990) |
| Показатељ \ Месец                                       | .Јан.                                                   | .Феб.                                                   | .Мар.                                                   | .Апр.                                                   | .Мај.                                                   | .Јун.                                                   | .Јул.                                                   | .Авг.                                                   | .Сеп.                                                   | .Окт.                                                   | .Нов.                                                   | .Дец.                                                   | .Год.                                                   |
| ------------------------------------------------------- | ------------------------------------------------------- | ------------------------------------------------------- | ------------------------------------------------------- | ------------------------------------------------------- | ------------------------------------------------------- | ------------------------------------------------------- | ------------------------------------------------------- | ------------------------------------------------------- | ------------------------------------------------------- | ------------------------------------------------------- | ------------------------------------------------------- | ------------------------------------------------------- | ------------------------------------------------------- |
| Апсолутни максимум, °C (°F)                             | 36,5 (97,7)                                             | 39,8 (103,6)                                            | 40,4 (104,7)                                            | 34,7 (94,5)                                             | 33,8 (92,8)                                             | 39,4 (102,9)                                            | 33,5 (92,3)                                             | 34,5 (94,1)                                             | 34,8 (94,6)                                             | 37,8 (100)                                              | 40,3 (104,5)                                            | 39,5 (103,1)                                            | 40,4 (104,7)                                            |
| Максимум, °C (°F)                                       | 26,1 (79)                                               | 25,0 (77)                                               | 25,7 (78,3)                                             | 25,3 (77,5)                                             | 26,4 (79,5)                                             | 29,0 (84,2)                                             | 30,3 (86,5)                                             | 30,6 (87,1)                                             | 31,1 (88)                                               | 31,5 (88,7)                                             | 30,4 (86,7)                                             | 28,3 (82,9)                                             | 28,3 (82,9)                                             |
| Просек, °C (°F)                                         | 19,9 (67,8)                                             | 20,5 (68,9)                                             | 20,9 (69,6)                                             | 21,4 (70,5)                                             | 22,7 (72,9)                                             | 25,5 (77,9)                                             | 26,9 (80,4)                                             | 27,3 (81,1)                                             | 27,4 (81,3)                                             | 27,4 (81,3)                                             | 25,4 (77,7)                                             | 22,5 (72,5)                                             | 24,0 (75,2)                                             |
| Минимум, °C (°F)                                        | 18,6 (65,5)                                             | 18,2 (64,8)                                             | 18,6 (65,5)                                             | 19,4 (66,9)                                             | 20,9 (69,6)                                             | 23,8 (74,8)                                             | 25,3 (77,5)                                             | 25,3 (77,5)                                             | 25,3 (77,5)                                             | 25,7 (78,3)                                             | 23,8 (74,8)                                             | 21,2 (70,2)                                             | 22,0 (71,6)                                             |
| Апсолутни минимум, °C (°F)                              | 14,0 (57,2)                                             | 15,0 (59)                                               | 16,0 (60,8)                                             | 16,5 (61,7)                                             | 17,2 (63)                                               | 19,5 (67,1)                                             | 21,5 (70,7)                                             | 21,3 (70,3)                                             | 18,9 (66)                                               | 17,5 (63,5)                                             | 17,9 (64,2)                                             | 17,0 (62,6)                                             | 14 (57,2)                                               |
| Количина кише, mm (in)                                  | 2,0 (0,079)                                             | 1,0 (0,039)                                             | 0,0 (0)                                                 | 0,0 (0)                                                 | 0,0 (0)                                                 | 10,0 (0,394)                                            | 61,0 (2,402)                                            | 165,0 (6,496)                                           | 134,0 (5,276)                                           | 37,0 (1,457)                                            | 1,0 (0,039)                                             | 1,0 (0,039)                                             | 411 (16,18)                                             |
| Дани са кишом                                           | 1,9                                                     | 1,1                                                     | 1,1                                                     | 0,3                                                     | 0,5                                                     | 2,0                                                     | 7,0                                                     | 12,8                                                    | 9,4                                                     | 2,9                                                     | 1,4                                                     | 1,4                                                     | 41,8                                                    |
| Релативна влажност, %                                   | 69                                                      | 75                                                      | 76                                                      | 79                                                      | 79                                                      | 78                                                      | 77                                                      | 79                                                      | 81                                                      | 79                                                      | 74                                                      | 66                                                      | 76                                                      |
| Сунчани сати — месечни просек                           | 244,9                                                   | 245,8                                                   | 285,2                                                   | 288,0                                                   | 291,4                                                   | 252,0                                                   | 232,5                                                   | 223,2                                                   | 219,0                                                   | 257,3                                                   | 249,0                                                   | 238,7                                                   | 3.031,6                                                 |
| Извор: DWD                                              |                                                         |                                                         |                                                         |                                                         |                                                         |                                                         |                                                         |                                                         |                                                         |                                                         |                                                         |                                                         |                                                         |

| Јан           | Феб           | Мар           | Апр           | Мај           | Јун           | Јул           | Авг           | Сеп           | Окт           | Нов           | Дец           | Година        |
| ------------- | ------------- | ------------- | ------------- | ------------- | ------------- | ------------- | ------------- | ------------- | ------------- | ------------- | ------------- | ------------- |
| 22 °C (72 °F) | 20 °C (68 °F) | 20 °C (68 °F) | 21 °C (70 °F) | 23 °C (73 °F) | 25 °C (77 °F) | 27 °C (81 °F) | 27 °C (81 °F) | 27 °C (81 °F) | 27 °C (81 °F) | 27 °C (81 °F) | 24 °C (75 °F) | 24 °C (75 °F) |

#### Климатске промене
У документу из 2019. објављеном у часопису PLOS One процењује се да је према Репрезентативном путу концентрације 4.5, „умереном“ сценарију климатских промена где глобално загревање достиже ~2,5—3 °C (4,5—5,4 °F) до 2100. године, клима Дакар би 2050. године највише личила на тренутну климу Праје на Зеленортским Острвима. Годишња температура би порасла за 1,5 °C (2,7 °F), а температура најтоплијег и најхладнијег месеца за 1,4 °C (2,5 °F) и 1,6 °C (2,9 °F), респективно. Према Праћењу климатских акција, тренутна путања загревања изгледа да је у складу са 2,7 °C (4,9 °F), што се блиско подудара са RCP 4.5.
Штавише, према Шестом извештају о процени IPCC 2022, Дакар је један од 12 великих афричких градова (Абиџан, Александрија, Алжир, Кејптаун, Казабланка, Дакар, Дар ес Салам, Дурбан, Лагос, Ломе, Луанда и Мапуто) који би били најтеже погођене будућим порастом нивоа мора. Процењује се да би они заједно претрпели кумулативну штету од 65 милијарди америчких долара у оквиру RCP 4,5 и 86,5 милијарди долара за сценарио високе емисије RCP 8,5 до 2050. године. Поред тога, RCP 8,5 у комбинацији са хипотетичким утицајем нестабилности морског леденог покривача на високим нивоима загревање би укључивало до 137,5 милијарди долара штете, док би додатно урачунавање „догађаја мале вероватноће и велике штете” могло повећати укупне ризике на 187 милијарди долара за „умерени” RCP 4.5, 206 милијарди долара за RCP 8.5 и 397 милијарди долара према сценарију високе стабилности леденог покривача. Пошто би се пораст нивоа мора наставио око 10.000 година под сваким сценаријом климатских промена, будући трошкови пораста нивоа мора би се само повећавали, посебно без мера прилагођавања.

## Историја
Португалски поморци били су први Европљани који су допловили до Зеленог рта 1444. и на острву Горе основали насеље за опскрбу својих бродова. Од 1536. почели су да користе острво као базу за трговину црним робовима. Острво су им преотели Холанђани 1588. и дали му данашње име по острву Горе-Оверфлаке у Холандији. Након њих 1664. дошли су Енглези, а коначно је пао у руке Француза 1677. као и читав Сенегал.
Дакар је основан 1857. када су Французи изградили утврђење на месту данашњег Трга независности (Place de l'Indépendance) да заштите интересе својих трговаца робљем који су тамо населили пре 20 година, као и становнике оближњег острва Горе у заветрини полуострва. До 1862. изграђен је први кратки лукобран у луци, око које је почео ницати град. Међутим, ипак је прошло доста времена пре него што је лука у Дакру добила превласт над оближњим лукама на острву Горе и Руфиску, удаљеним 21 km источно од центра града. Први корак који је учинио дакарску луку местом у које су упловљавали тадашњи пароброди била је изградња станице за опскрбу бродова угљеном, тако да је Дакар преотео део посла луци Миндело на Зеленортским острвима. Изградња прве западноафричке жељезничке пруге, од Сент-Луиса до Дакра 1886. био је следећи велики подстицај за развој Дакра и његове луке, будући да су уз пругу никле бројне плантаже кикирикија. Од 1902. Дакар је заменио Сент-Луис као главни град Француске Западне Африке.
За време Првог светског рата дакарској луци порасла је важност због рата за суседне немачке колоније Тоголанд и Немачки Камерун. Након рата 1923. изграђена је жељезничка пруга до тадашњег Француског Судана (данашњи Мали), а то је довело нову транзитну робу у луку. Лука је значајно побољшана 1930-их година, тако да је Дакар постао главна регионална лука за кикирики. Током Другог светског рата Дакар, као и читава Француска Западна Африка, признали су ауторитет Вишијевске Француске 1940. и тиме су пали у воду напори генерала де Гола и Слободне Француске да осигурају Дакар као базу. Стање је остало исто све до 1943. када су савезници ослободили град.
За време Другог светског рата, рафинирање уља од кикирикија постала је важна индустрија у Дакру јер се требао да надомјести недостатак биљних уља у земљи, али и у целој северној Африци будући да је то уље пре рафинирано углавном у Француској. Тада су израсли и други индустријски погони по граду. Овај динамични развој је прекинут око 1961. јер се дотадашња колонија Француска Западна Африка у међувремену распала на осам независних држава, па се тиме битно смањило тржиште за робу тих фабрика. Дакар је од 1959. до 1960. био главни град краткотрајне Федерације Мали, а потом је постао главни град нове државе Републике Сенегал. Од Другог светског рата Дакар је доживео праву урбану експанзију, од тада су изграђена бројна предграђа и сателитски градови око ужег центра града.
Данас Дакар има неколико врло контрастних округа. У јужном делу града су јавне зграде, болнице и амбасаде. Северни део града је пословни део града око Трга независности (Place de l'Indépendance). На северу и истоку града леже квартови повезани с луком, те мале рибарске луке, складишта и докови за извоз кикирикија. У непосредној близини жељезничке пруге леже стари индустријски погони за рафинирање уља од кикирикија и друге фабрике, а даље према северу индустријско предграђе Хан.

## Становништво
| 1988.   | 2002.   |
| ------- | ------- |
| 686.999 | 955.897 |

## Партнерски градови
- Исфахан
- Бисао
- Марсељ
- Ен Арбор
- Милано[14]
- Сфакс
- Источни Јерусалим
- Нијамеј
- Киншаса
- Бамако
- Бразавил
- Вашингтон[15]
- Тајпеј
- Алжир
- Баку[16][17]
- Росарио[18]